# كولشاني (تشيلي)
كولشاني (بالإسبانية: Colchane)‏ هي بلدية تقع في تشيلي في Tamarugal. يقدر عدد سكانها بـ 1,290 نسمة ومساحتها 4,015.6 كم2 وترتفع عن سطح البحر 3,702 متر.